# بيرت هال (لاعب كرة قاعدة)
بيرت هال (بالإنجليزية: Bert Hall)‏ هو لاعب كرة قاعدة أمريكي، ولد في 15 أكتوبر 1889 في بورتلاند في الولايات المتحدة، وتوفي في 11 يوليو 1948 في سياتل في الولايات المتحدة.

## وصلات خارجية
- بيرت هال على موقعبيزبول رفرنس.كوم (الدوري الرئيسي) (الإنجليزية)
- بيرت هال على موقعبيزبول رفرنس.كوم (الدوري الثانوي) (الإنجليزية)